# Seligeria recurvata
Seligeria recurvata là một loài rêu trong họ Seligeriaceae. Loài này được (Hedw.) Bruch & Schimp. mô tả khoa học đầu tiên năm 1846.

## Hình ảnh

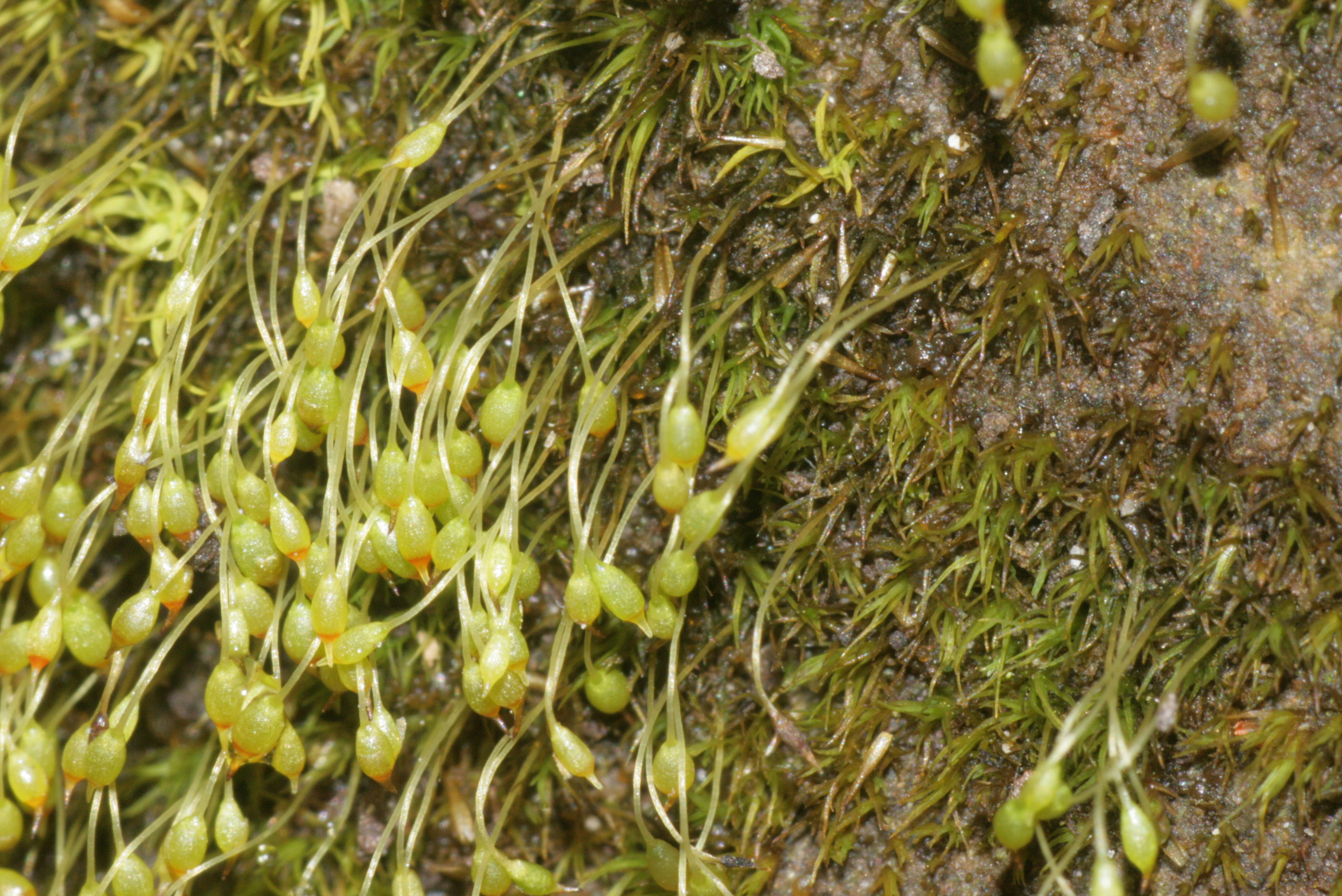
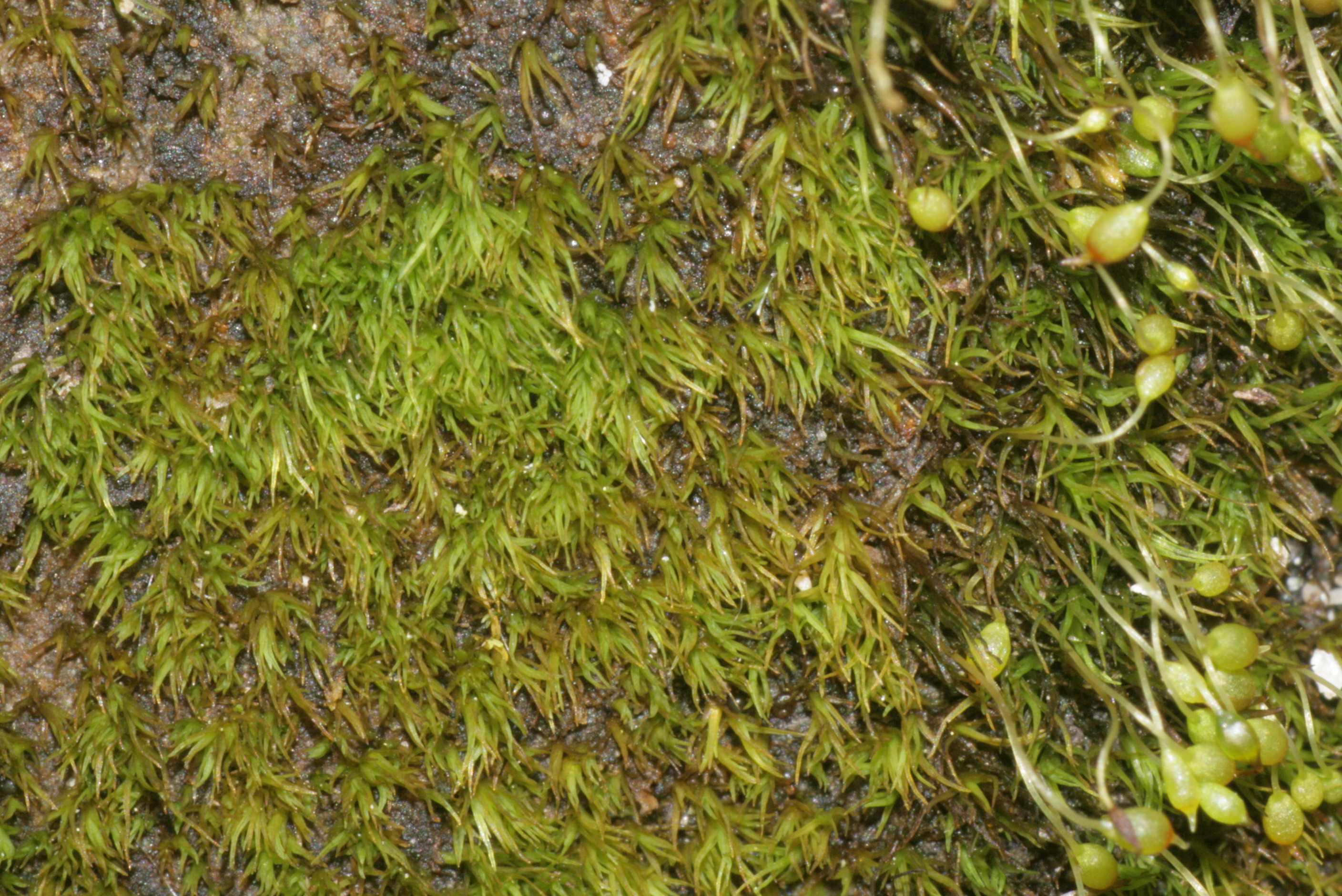
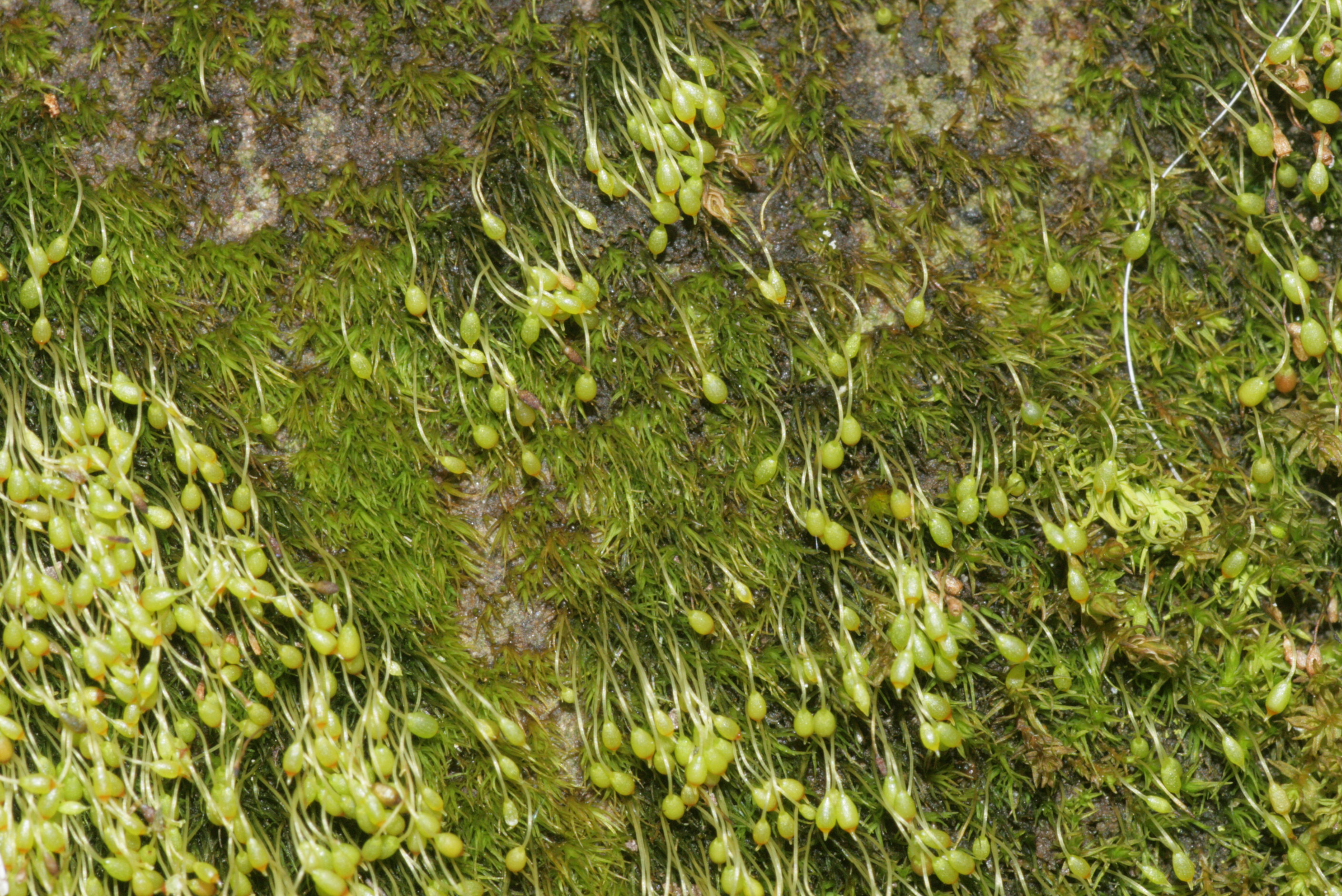
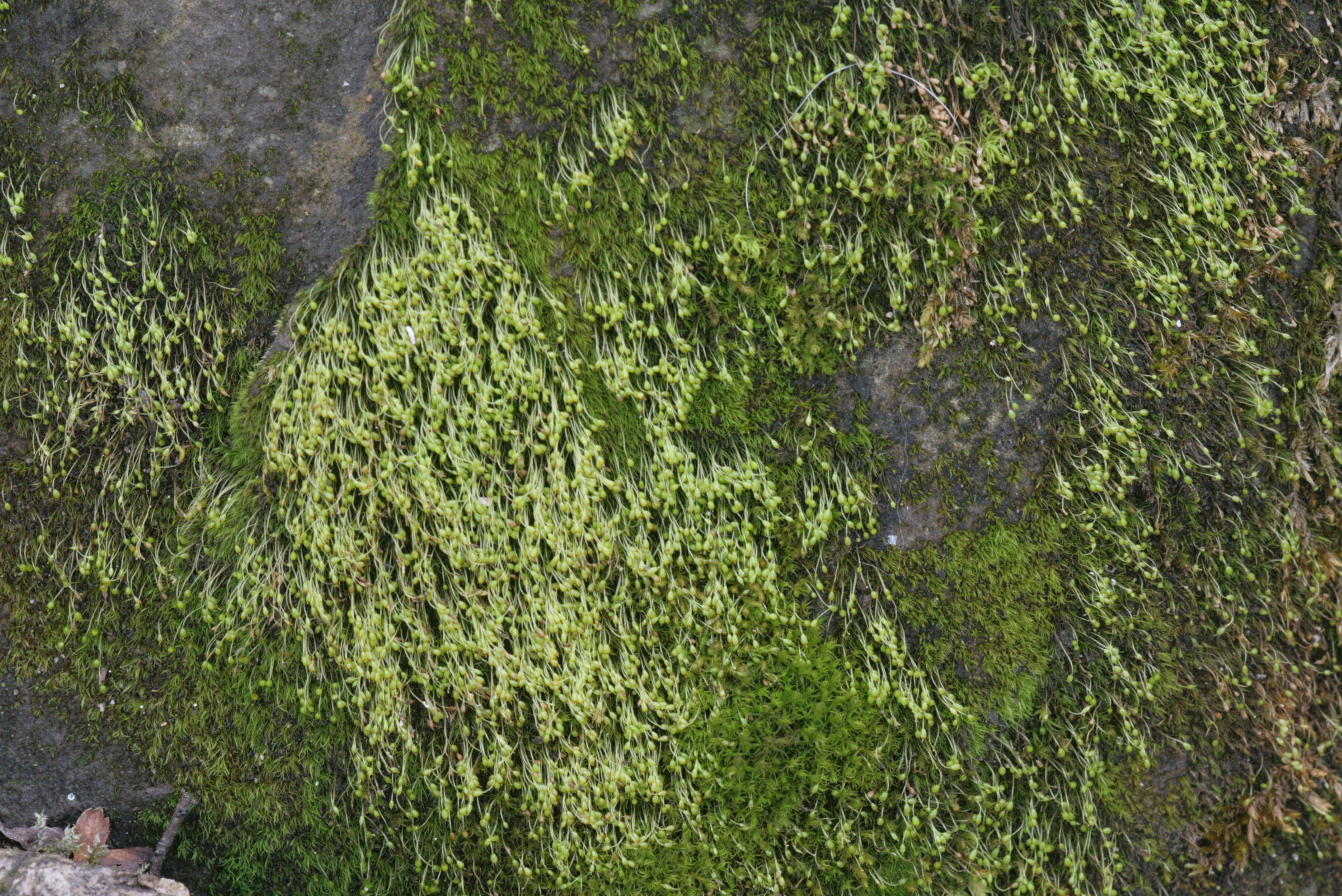